# 日南市立細田小学校
日南市立細田小学校（にちなんしりつ ほそだしょうがっこう）は、宮崎県日南市萩之嶺にある公立の小学校。

## 概要
歴史
1874年（明治7年）に創立。現校名になったのは1955年（昭和30年）。2024年（令和6年）に創立150周年を迎えた。
通学区域
「上塚田、下塚田、仏坂、西寺、東下中、川下、上毛吉田、下毛吉田、上方、下方（一部）」。中学校区は日南市立細田中学校。
校章
五芒星（☆）を背景にして、中央に校名の頭文字である「細」の文字を配している。
校歌
1959年（昭和34年）制定。作詞は長嶺宏、作曲は海老原直による。歌詞は3番まであり、3番の歌詞中に校名の「細田小」が登場する。
特色
「日南市立小規模校就学特別認可校（小規模特認校）」に指定されており、校区外からでも入学及び転入学が可能。

## 沿革
- 1874年（明治7年）- 塚田、萩之嶺、上方の3ヶ所に寺子屋が設立される。
- 1875年（明治8年）- 上記3ヶ所に小学校が設立される。
- 1887年（明治20年）- 小学校令施行により、簡易科（3年制）を設置の上、簡易小学校となる。
  - 「簡易塚田小学校」・「簡易萩之嶺小学校」・「簡易上方小学校」
- 1889年（明治22年）5月1日 - 南那珂郡5村（毛吉田、萩之嶺、上方、下方、塚田）が合併の上、「細田村」が発足。
- 1890年（明治23年）- 尋常科（4年制）を設置の上、尋常小学校となる。
  - 「尋常塚田小学校」・「尋常萩之嶺小学校」・「尋常上方小学校」
- 1891年（明治24年）- 萩之嶺と上方の尋常小学校2校を統合の上、「尋常細田小学校」と改称。
- 1892年（明治25年）4月 - 「細田尋常小学校」に改称。毛吉田（旧・吉田村役場上）に校舎を新築。
- 1903年（明治36年）4月 - 高等科（4年制）を併置の上、「細田尋常高等小学校」に改称。
- 1908年（明治41年）4月 - 改正小学校令により、義務教育年限（尋常科の修業年限）が4年から6年に延長となる。
  - 旧高等科1年を尋常科5年に、旧高等科2年を尋常科6年に、旧高等科3年を高等科1年に、旧高等科4年を高等科2年に改める。
- 1913年（大正2年）4月 - 塚田尋常小学校を合併の上、尋常科2年までの児童を収容する塚田分教場を設置。
- 1914年（大正3年）4月 - 塚田分教場を統合。
- 1915年（大正4年）2月 - 現在地に校舎を新築の上、移転を完了。
- 1924年（大正13年）- 運動場に細田実業補習学校校舎が新築される。
- 1935年（昭和10年）- 青年学校令施行により、併置の実業補習学校が青年学校に改組される。
- 1936年（昭和11年）10月 - 青年学校校舎を南側に移転。
- 1941年（昭和16年）
  - 1月1日 - 町制施行により、「細田町」が発足。
  - 4月1日 - 国民学校令により、「細田町細田国民学校」と改称。尋常科を初等科に改める。
- 1947年（昭和22年）- 学制改革が行われる（六・三制の実施）。
  - 4月1日 - 国民学校の初等科が、新制小学校「細田町立細田小学校」に改組・改称。
  - 5月8日 - 国民学校の高等科は青年学校普通科とともに、新制中学校「細田町立細田中学校」に改組・改称。
- 1955年（昭和30年）2月11日 - 日南市への編入により、「日南市立細田小学校」（現校名）に改称。
- 1958年（昭和33年）7月 - 学校給食を開始。
- 1959年（昭和34年）1月 - 校歌を制定。
- 1965年（昭和40年）
  - 4月 - 公立幼稚園を併設。
  - 6月 - 運動場を拡張。
- 1969年（昭和44年）4月 - 特殊学級を増設。
- 1973年（昭和48年）9月 - 創立100周年記念式典を挙行。
- 1974年（昭和49年）1月 - 校旗を新調。
- 1977年（昭和52年）12月 - 体育館が完成。
- 1979年（昭和54年）9月 - プールが完成。
- 1980年（昭和55年）3月 - 校舎の改築工事が完了。
- 1982年（昭和57年）3月 - 給食調理場が完成。
- 1995年（平成7年）11月 - シイタケ栽培園を設置。
- 2002年（平成14年）4月 - 隣接地に細田地区共同調理場が完成。
- 2005年（平成17年）4月 - 複式学級（2・3年）を開設。
- 2006年（平成18年）- 日南市立大窪小学校と合同で運動会を開催。
- 2007年（平成19年）3月 - 第二図書室を整備。校旗を新調。
- 2023年（令和5年）- 日南市立大窪小学校との合同運動運動会が最後となる[1]。

## 交通アクセス
最寄りの鉄道駅
- JR九州 日南線 「大堂津駅」

最寄りのバス停
- 日南市コミュニティバス 「学校下（細田小）」バス停

最寄りの幹線道路
- 宮崎県道443号仏坂大堂津線

## 周辺
- 日南市 細田地区学校給食共同調理場
- 日南警察署細田警察官駐在所
- 萩之嶺郵便局
- JAみやざき細田支店
- 日南市立細田中学校
- 日南市都市農村交流センター
- 細田川